# 9000 (عدد)
9000 ( آلاف) هو عدد صحيح. يلي العدد 8999 ويسبق العدد 9001 وهو عدد طبيعي.
التسعة آلاف الواحدة تساوي تسعون مائة.

## في الرياضيات
- حسب نظام العد العشري في الرياضيات، يمكن كتابة العدد تسعة آلاف على النحو:
- 9,000 — تسعة متبوعًا بثلاثة أصفار.
- 9 × 103 — تسعة في عشرة مرفوعة لأس ثلاثة.

## في التاريخ
- مدة 9000 عام يطلق عليها اسم الألفية التاسعة.